# 2017-es WEC-szezon

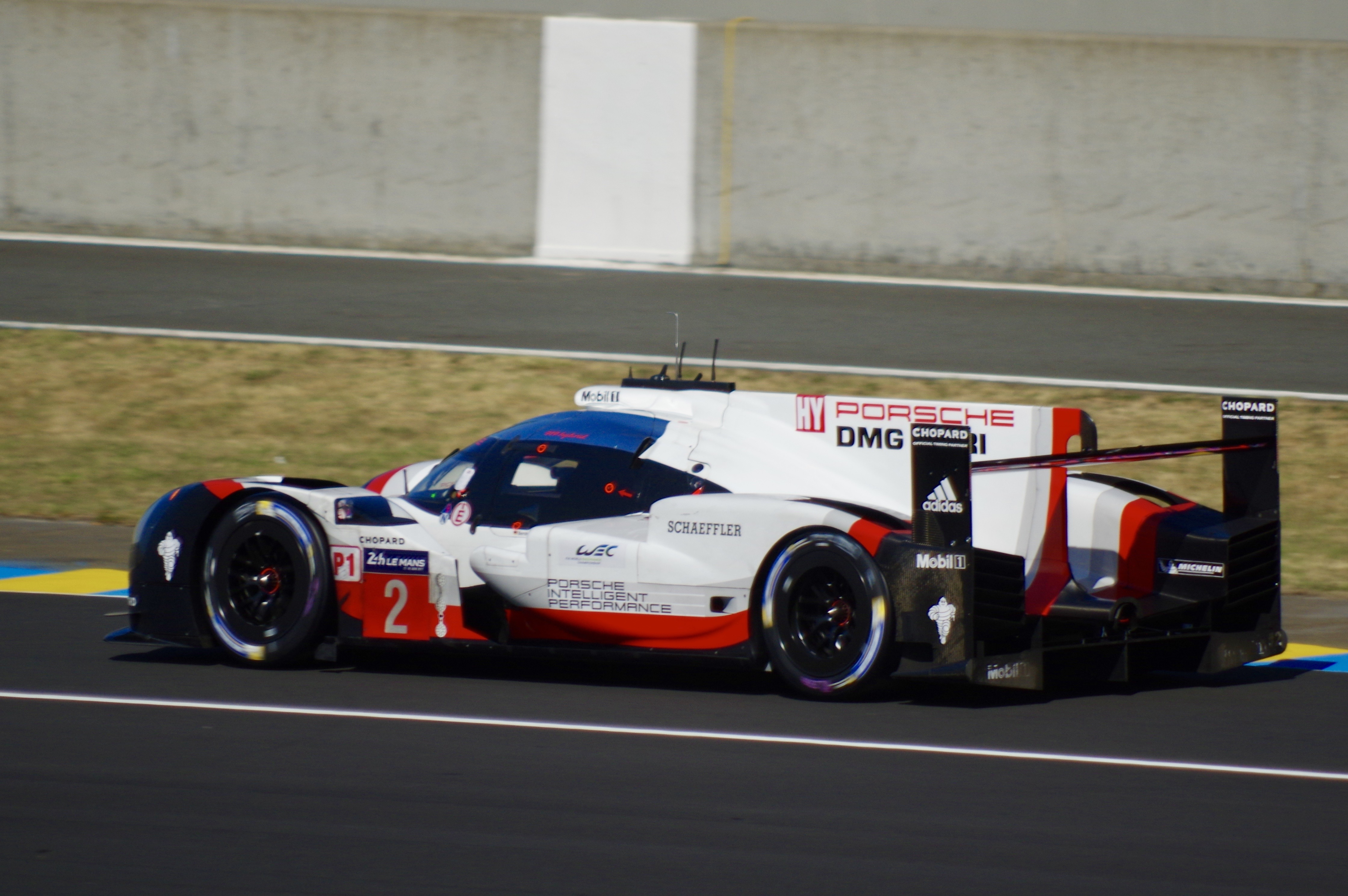
A Porsche nyerte a 2017-es FIA WEC szezont

A 2017-es FIA World Endurance Championship szezon a széria történetének 6. szezonja volt. A Nemzetközi Automobil Szövetség (FIA) és az Automobile Club de l'Ouest (ACO) közös szervezésével rendezték meg. A sorozatban Le Mans típusú autók és gyári típusú autók vettek részt. A két Le Mans-prototípus (LMP 1, LMP 2) és az utcai autókból átalakított versenyautók (Grand Tourismo GT1, GT2) alkotják a négy kategóriájú bajnokságot.

## Versenynaptár
| Forduló | Futam                            | Pálya                          | Helyszín                        | Dátum          |
| ------- | -------------------------------- | ------------------------------ | ------------------------------- | -------------- |
| 1       | Silverstone-i 6 órás autóverseny | Silverstone Circuit            | Silverstone, Egyesült Királyság | Április 16.    |
| 2       | Spái 6 órás verseny              | Circuit de Spa-Francorchamps   | Spa, Belgium                    | Május 6.       |
| 3       | Le Mans-i 24 órás autóverseny    | Circuit de la Sarthe           | Le Mans, Franciaország          | Június 17.-18. |
| 4       | Nürburgring-i 6 órás autóverseny | Nürburgring                    | Nürburg, Németország            | Július 16.     |
| 5       | Mexikóváros-i 6 órás autóverseny | Autódromo Hermanos Rodríguez   | Mexikóváros, Mexikó             | Szeptember 3.  |
| 6       | COTA 6 órás autóverseny          | Circuit of the Americas        | Austin, Egyesült Államok        | Szeptember 16. |
| 7       | Fuji 6 órás autóverseny          | Fuji Speedway                  | Oyama, Japán                    | Október 15.    |
| 8       | Sanghaji 6 órás autóverseny      | Shanghai International Circuit | Sanghaj, Kína                   | November 5.    |
| 9       | Bahrein-i 6 órás autóverseny     | Bahrain International Circuit  | Szahír, Bahrein                 | November 18.   |

## Csapatok és pilóták

### LMP1
| Csapat               | Autó                | Motor                       | Hajtás            | Gumiabroncs | # | Versenyzők        | Fordulók |
| -------------------- | ------------------- | --------------------------- | ----------------- | ----------- | - | ----------------- | -------- |
| Porsche LMP Team     | Porsche 919 Hybrid  | Porsche 2.0 L Turbo V4      | Hybrid            | M           | 1 | Neel Jani         | Összes   |
| Porsche LMP Team     | Porsche 919 Hybrid  | Porsche 2.0 L Turbo V4      | Hybrid            | M           | 1 | Nick Tandy        | Összes   |
| Porsche LMP Team     | Porsche 919 Hybrid  | Porsche 2.0 L Turbo V4      | Hybrid            | M           | 1 | André Lotterer    | Összes   |
| Porsche LMP Team     | Porsche 919 Hybrid  | Porsche 2.0 L Turbo V4      | Hybrid            | M           | 2 | Timo Bernhard     | Összes   |
| Porsche LMP Team     | Porsche 919 Hybrid  | Porsche 2.0 L Turbo V4      | Hybrid            | M           | 2 | Brendon Hartley   | Összes   |
| Porsche LMP Team     | Porsche 919 Hybrid  | Porsche 2.0 L Turbo V4      | Hybrid            | M           | 2 | Earl Bamber       | Összes   |
| ByKolles Racing Team | ENSO CLM P1/01      | Nismo VRX30A 3.0 L Turbo V6 |                   | M           | 4 | Oliver Webb       | 1–4      |
| ByKolles Racing Team | ENSO CLM P1/01      | Nismo VRX30A 3.0 L Turbo V6 | Dominik Kraihamer | M           | 4 | 1–4               |          |
| ByKolles Racing Team | ENSO CLM P1/01      | Nismo VRX30A 3.0 L Turbo V6 | James Rossiter    | M           | 4 | 1–2               |          |
| ByKolles Racing Team | ENSO CLM P1/01      | Nismo VRX30A 3.0 L Turbo V6 | Marco Bonanomi    | M           | 4 | 3–4               |          |
| Toyota Gazoo Racing  | Toyota TS050 Hybrid | Toyota 2.4 L Turbo V6       | Hybrid            | M           | 7 | Mike Conway       | Összes   |
| Toyota Gazoo Racing  | Toyota TS050 Hybrid | Toyota 2.4 L Turbo V6       | Hybrid            | M           | 7 | Kobajasi Kamui    | Összes   |
| Toyota Gazoo Racing  | Toyota TS050 Hybrid | Toyota 2.4 L Turbo V6       | Hybrid            | M           | 7 | José María López  | 1, 4–9   |
| Toyota Gazoo Racing  | Toyota TS050 Hybrid | Toyota 2.4 L Turbo V6       | Hybrid            | M           | 7 | Stéphane Sarrazin | 3        |
| Toyota Gazoo Racing  | Toyota TS050 Hybrid | Toyota 2.4 L Turbo V6       | Hybrid            | M           | 8 | Sébastien Buemi   | Összes   |
| Toyota Gazoo Racing  | Toyota TS050 Hybrid | Toyota 2.4 L Turbo V6       | Hybrid            | M           | 8 | Nakadzsima Kazuki | Összes   |
| Toyota Gazoo Racing  | Toyota TS050 Hybrid | Toyota 2.4 L Turbo V6       | Hybrid            | M           | 8 | Anthony Davidson  | 1–5, 7−9 |
| Toyota Gazoo Racing  | Toyota TS050 Hybrid | Toyota 2.4 L Turbo V6       | Hybrid            | M           | 8 | Stéphane Sarrazin | 6        |
| Toyota Gazoo Racing  | Toyota TS050 Hybrid | Toyota 2.4 L Turbo V6       | Hybrid            | M           | 9 | Kunimoto Júdzsi   | 2–3      |
| Toyota Gazoo Racing  | Toyota TS050 Hybrid | Toyota 2.4 L Turbo V6       | Hybrid            | M           | 9 | Nicolas Lapierre  | 2–3      |
| Toyota Gazoo Racing  | Toyota TS050 Hybrid | Toyota 2.4 L Turbo V6       | Hybrid            | M           | 9 | Stéphane Sarrazin | 2        |
| Toyota Gazoo Racing  | Toyota TS050 Hybrid | Toyota 2.4 L Turbo V6       | Hybrid            | M           | 9 | José María López  | 3        |

### LMP2
| Csapat                  | Autó        | Gumiabroncs | #  | Versenyzők               | Fordulók |
| ----------------------- | ----------- | ----------- | -- | ------------------------ | -------- |
| Vaillante Rebellion     | Oreca 07    | D           | 13 | Mathias Beche            | Összes   |
| Vaillante Rebellion     | Oreca 07    | D           | 13 | David Heinemeier Hansson | Összes   |
| Vaillante Rebellion     | Oreca 07    | D           | 13 | Nelson Piquet, Jr.       | 1–3, 5–9 |
| Vaillante Rebellion     | Oreca 07    | D           | 13 | Pipo Derani              | 4        |
| Vaillante Rebellion     | Oreca 07    | D           | 31 | Bruno Senna              | Összes   |
| Vaillante Rebellion     | Oreca 07    | D           | 31 | Julien Canal             | Összes   |
| Vaillante Rebellion     | Oreca 07    | D           | 31 | Nicolas Prost            | 1–3, 5–9 |
| Vaillante Rebellion     | Oreca 07    | D           | 31 | Filipe Albuquerque       | 4        |
| CEFC Manor TRS Racing   | Oreca 07    | D           | 24 | Tor Graves               | 1–4      |
| CEFC Manor TRS Racing   | Oreca 07    | D           | 24 | Jonathan Hirschi         | 1–4      |
| CEFC Manor TRS Racing   | Oreca 07    | D           | 24 | Jean-Éric Vergne         | 1–3, 5–9 |
| CEFC Manor TRS Racing   | Oreca 07    | D           | 24 | Roberto Merhi            | 4        |
| CEFC Manor TRS Racing   | Oreca 07    | D           | 24 | Ben Hanley               | 5–9      |
| CEFC Manor TRS Racing   | Oreca 07    | D           | 24 | Matt Rao                 | 5–9      |
| CEFC Manor TRS Racing   | Oreca 07    | D           | 25 | Roberto González         | Összes   |
| CEFC Manor TRS Racing   | Oreca 07    | D           | 25 | Simon Trummer            | Összes   |
| CEFC Manor TRS Racing   | Oreca 07    | D           | 25 | Vitalij Petrov           | Összes   |
| G-Drive Racing          | Oreca 07    | D           | 22 | Memo Rojas               | 3        |
| G-Drive Racing          | Oreca 07    | D           | 22 | José Gutiérrez           | 3        |
| G-Drive Racing          | Oreca 07    | D           | 22 | Hirakava Rjó             | 3        |
| G-Drive Racing          | Oreca 07    | D           | 26 | Roman Rusinov            | All      |
| G-Drive Racing          | Oreca 07    | D           | 26 | Pierre Thiriet           | 1–7      |
| G-Drive Racing          | Oreca 07    | D           | 26 | Alex Lynn                | 1–3, 5–6 |
| G-Drive Racing          | Oreca 07    | D           | 26 | Ben Hanley               | 4        |
| G-Drive Racing          | Oreca 07    | D           | 26 | James Rossiter           | 7        |
| G-Drive Racing          | Oreca 07    | D           | 26 | Léo Roussel              | 8-9      |
| G-Drive Racing          | Oreca 07    | D           | 26 | Nico Müller              | 8        |
| G-Drive Racing          | Oreca 07    | D           | 26 | Loïc Duval               | 9        |
| TDS Racing              | Oreca 07    | D           | 28 | Emmanuel Collard         | Összes   |
| TDS Racing              | Oreca 07    | D           | 28 | François Perrodo         | Összes   |
| TDS Racing              | Oreca 07    | D           | 28 | Matthieu Vaxiviere       | 1, 3–9   |
| TDS Racing              | Oreca 07    | D           | 28 | Ben Hanley               | 2        |
| Signatech Alpine Matmut | Alpine A470 | D           | 35 | Nelson Panciatici        | 2–4      |
| Signatech Alpine Matmut | Alpine A470 | D           | 35 | Pierre Ragues            | 2–4      |
| Signatech Alpine Matmut | Alpine A470 | D           | 35 | André Negrão             | 2–4      |
| Signatech Alpine Matmut | Alpine A470 | D           | 36 | Gustavo Menezes          | Összes   |
| Signatech Alpine Matmut | Alpine A470 | D           | 36 | Matt Rao                 | 1–4      |
| Signatech Alpine Matmut | Alpine A470 | D           | 36 | Nicolas Lapierre         | 1, 4–9   |
| Signatech Alpine Matmut | Alpine A470 | D           | 36 | Romain Dumas             | 2–3      |
| Signatech Alpine Matmut | Alpine A470 | D           | 36 | André Negrão             | 5–9      |
| Jackie Chan DC Racing   | Oreca 07    | D           | 37 | David Cheng              | Összes   |
| Jackie Chan DC Racing   | Oreca 07    | D           | 37 | Tristan Gommendy         | Összes   |
| Jackie Chan DC Racing   | Oreca 07    | D           | 37 | Alex Brundle             | Összes   |
| Jackie Chan DC Racing   | Oreca 07    | D           | 38 | Ho-Pin Tung              | Összes   |
| Jackie Chan DC Racing   | Oreca 07    | D           | 38 | Thomas Laurent           | Összes   |
| Jackie Chan DC Racing   | Oreca 07    | D           | 38 | Oliver Jarvis            | Összes   |

### LMGTE Pro
| Csapat                    | Autó                     | Motor                         | Gumiabroncs | #  | Versenyzők            | Fordulók |
| ------------------------- | ------------------------ | ----------------------------- | ----------- | -- | --------------------- | -------- |
| AF Corse                  | Ferrari 488 GTE          | Ferrari F154CB 3.9 L Turbo V8 | M           | 51 | James Calado          | Összes   |
| AF Corse                  | Ferrari 488 GTE          | Ferrari F154CB 3.9 L Turbo V8 | M           | 51 | Alessandro Pier Guidi | Összes   |
| AF Corse                  | Ferrari 488 GTE          | Ferrari F154CB 3.9 L Turbo V8 | M           | 51 | Michele Rugolo        | 3        |
| AF Corse                  | Ferrari 488 GTE          | Ferrari F154CB 3.9 L Turbo V8 | M           | 71 | Davide Rigon          | Összes   |
| AF Corse                  | Ferrari 488 GTE          | Ferrari F154CB 3.9 L Turbo V8 | M           | 71 | Sam Bird              | 1–3, 5–9 |
| AF Corse                  | Ferrari 488 GTE          | Ferrari F154CB 3.9 L Turbo V8 | M           | 71 | Miguel Molina         | 3        |
| AF Corse                  | Ferrari 488 GTE          | Ferrari F154CB 3.9 L Turbo V8 | M           | 71 | Toni Vilander         | 4        |
| Ford Chip Ganassi Team UK | Ford GT                  | Ford EcoBoost 3.5 L Turbo V6  | M           | 66 | Stefan Mücke          | Összes   |
| Ford Chip Ganassi Team UK | Ford GT                  | Ford EcoBoost 3.5 L Turbo V6  | M           | 66 | Olivier Pla           | Összes   |
| Ford Chip Ganassi Team UK | Ford GT                  | Ford EcoBoost 3.5 L Turbo V6  | M           | 66 | Billy Johnson         | 1–3      |
| Ford Chip Ganassi Team UK | Ford GT                  | Ford EcoBoost 3.5 L Turbo V6  | M           | 67 | Andy Priaulx          | Összes   |
| Ford Chip Ganassi Team UK | Ford GT                  | Ford EcoBoost 3.5 L Turbo V6  | M           | 67 | Harry Tincknell       | Összes   |
| Ford Chip Ganassi Team UK | Ford GT                  | Ford EcoBoost 3.5 L Turbo V6  | M           | 67 | Pipo Derani           | 1–3      |
| Porsche GT Team           | Porsche 911 RSR          | Porsche 4.0 L Flat-6          | M           | 91 | Richard Lietz         | Összes   |
| Porsche GT Team           | Porsche 911 RSR          | Porsche 4.0 L Flat-6          | M           | 91 | Frédéric Makowiecki   | Összes   |
| Porsche GT Team           | Porsche 911 RSR          | Porsche 4.0 L Flat-6          | M           | 91 | Patrick Pilet         | 3        |
| Porsche GT Team           | Porsche 911 RSR          | Porsche 4.0 L Flat-6          | M           | 92 | Michael Christensen   | Összes   |
| Porsche GT Team           | Porsche 911 RSR          | Porsche 4.0 L Flat-6          | M           | 92 | Kévin Estre           | Összes   |
| Porsche GT Team           | Porsche 911 RSR          | Porsche 4.0 L Flat-6          | M           | 92 | Dirk Werner           | 3        |
| Aston Martin Racing       | Aston Martin Vantage GTE | Aston Martin 4.5 L V8         | D           | 95 | Nicki Thiim           | Összes   |
| Aston Martin Racing       | Aston Martin Vantage GTE | Aston Martin 4.5 L V8         | D           | 95 | Marco Sørensen        | Összes   |
| Aston Martin Racing       | Aston Martin Vantage GTE | Aston Martin 4.5 L V8         | D           | 95 | Richie Stanaway       | 1–3      |
| Aston Martin Racing       | Aston Martin Vantage GTE | Aston Martin 4.5 L V8         | D           | 97 | Darren Turner         | Összes   |
| Aston Martin Racing       | Aston Martin Vantage GTE | Aston Martin 4.5 L V8         | D           | 97 | Jonathan Adam         | Összes   |
| Aston Martin Racing       | Aston Martin Vantage GTE | Aston Martin 4.5 L V8         | D           | 97 | Daniel Serra          | 1–6      |

### LMGTE Am
| Csapat                | Autó                     | Motor                         | Gumiabroncs | #  | Versenyzők            | Fordulók |
| --------------------- | ------------------------ | ----------------------------- | ----------- | -- | --------------------- | -------- |
| Spirit of Race        | Ferrari 488 GTE          | Ferrari F154CB 3.9 L Turbo V8 | M           | 54 | Thomas Flohr          | Összes   |
| Spirit of Race        | Ferrari 488 GTE          | Ferrari F154CB 3.9 L Turbo V8 | M           | 54 | Francesco Castellacci | Összes   |
| Spirit of Race        | Ferrari 488 GTE          | Ferrari F154CB 3.9 L Turbo V8 | M           | 54 | Miguel Molina         | 1–2, 4–9 |
| Spirit of Race        | Ferrari 488 GTE          | Ferrari F154CB 3.9 L Turbo V8 | M           | 54 | Olivier Beretta       | 3        |
| Spirit of Race        | Ferrari 488 GTE          | Ferrari F154CB 3.9 L Turbo V8 | M           | 55 | Duncan Cameron        | 3        |
| Spirit of Race        | Ferrari 488 GTE          | Ferrari F154CB 3.9 L Turbo V8 | M           | 55 | Aaron Scott           | 3        |
| Spirit of Race        | Ferrari 488 GTE          | Ferrari F154CB 3.9 L Turbo V8 | M           | 55 | Marco Cioci           | 3        |
| Clearwater Racing     | Ferrari 488 GTE          | Ferrari F154CB 3.9 L Turbo V8 | M           | 60 | Richard Wee           | 3        |
| Clearwater Racing     | Ferrari 488 GTE          | Ferrari F154CB 3.9 L Turbo V8 | M           | 60 | Kató Hiroki           | 3        |
| Clearwater Racing     | Ferrari 488 GTE          | Ferrari F154CB 3.9 L Turbo V8 | M           | 60 | Álvaro Parente        | 3        |
| Clearwater Racing     | Ferrari 488 GTE          | Ferrari F154CB 3.9 L Turbo V8 | M           | 61 | Weng Sun Mok          | Összes   |
| Clearwater Racing     | Ferrari 488 GTE          | Ferrari F154CB 3.9 L Turbo V8 | M           | 61 | Szava Keita           | Összes   |
| Clearwater Racing     | Ferrari 488 GTE          | Ferrari F154CB 3.9 L Turbo V8 | M           | 61 | Matt Griffin          | Összes   |
| Dempsey-Proton Racing | Porsche 911 RSR          | Porsche 4.0 L Flat-6          | D           | 77 | Christian Ried        | Összes   |
| Dempsey-Proton Racing | Porsche 911 RSR          | Porsche 4.0 L Flat-6          | D           | 77 | Marvin Dienst         | Összes   |
| Dempsey-Proton Racing | Porsche 911 RSR          | Porsche 4.0 L Flat-6          | D           | 77 | Matteo Cairoli        | Összes   |
| Gulf Racing           | Porsche 911 RSR          | Porsche 4.0 L Flat-6          | D           | 86 | Ben Barker            | Összes   |
| Gulf Racing           | Porsche 911 RSR          | Porsche 4.0 L Flat-6          | D           | 86 | Nick Foster           | Összes   |
| Gulf Racing           | Porsche 911 RSR          | Porsche 4.0 L Flat-6          | D           | 86 | Michael Wainwright    | 1–6, 9   |
| Gulf Racing           | Porsche 911 RSR          | Porsche 4.0 L Flat-6          | D           | 86 | Mike Hedlund          | 7        |
| Gulf Racing           | Porsche 911 RSR          | Porsche 4.0 L Flat-6          | D           | 86 | Khalid Al-Qubaisi     | 8        |
| Aston Martin Racing   | Aston Martin Vantage GTE | Aston Martin 4.5 L V8         | D           | 98 | Paul Dalla Lana       | Összes   |
| Aston Martin Racing   | Aston Martin Vantage GTE | Aston Martin 4.5 L V8         | D           | 98 | Pedro Lamy            | Összes   |
| Aston Martin Racing   | Aston Martin Vantage GTE | Aston Martin 4.5 L V8         | D           | 98 | Mathias Lauda         | Összes   |

## Nagydíjak
| Forduló | Pálya             | LMP1 győztes                                       | LMP2 győztes                                  | LMGTE Pro győztes                        | LMGTE Am győztes                                 | Összefoglaló |
| ------- | ----------------- | -------------------------------------------------- | --------------------------------------------- | ---------------------------------------- | ------------------------------------------------ | ------------ |
| 1       | Silverstone       | No. 8 Toyota Gazoo Racing                          | No. 38 Jackie Chan DC Racing                  | No. 67 Ford Chip Ganassi Team UK         | No. 61 Clearwater Racing                         | Összefoglaló |
| 1       | Silverstone       | Sébastien Buemi Anthony Davidson Nakadzsima Kazuki | Ho-Pin Tung Thomas Laurent Oliver Jarvis      | Andy Priaulx Harry Tincknell Pipo Derani | Weng Sun Mok Szava Keita Matt Griffin            | Összefoglaló |
| 2       | Spa-Francorchamps | No. 8 Toyota Gazoo Racing                          | No. 26 G-Drive Racing                         | No. 71 AF Corse                          | No. 98 Aston Martin Racing                       | Összefoglaló |
| 2       | Spa-Francorchamps | Sébastien Buemi Anthony Davidson Nakadzsima Kazuki | Roman Rusinov Pierre Thiriet Alex Lynn        | Sam Bird Davide Rigon                    | Paul Dalla Lana Pedro Lamy Mathias Lauda         | Összefoglaló |
| 3       | Le Mans           | No. 2 Porsche LMP Team                             | No. 38 Jackie Chan DC Racing                  | No. 97 Aston Martin Racing               | No. 55 Spirit of Race                            | Összefoglaló |
| 3       | Le Mans           | Timo Bernhard Brendon Hartley Earl Bamber          | Ho-Pin Tung Thomas Laurent Oliver Jarvis      | Darren Turner Jonathan Adam Daniel Serra | Duncan Cameron Aaron Scott Marco Cioci           | Összefoglaló |
| 4       | Nürburgring       | No. 2 Porsche LMP Team                             | No. 38 Jackie Chan DC Racing                  | No. 51 AF Corse                          | No. 77 Dempsey-Proton Racing                     | Összefoglaló |
| 4       | Nürburgring       | Timo Bernhard Brendon Hartley Earl Bamber          | Ho-Pin Tung Thomas Laurent Oliver Jarvis      | James Calado Alessandro Pier Guidi       | Christian Ried Marvin Dienst Matteo Cairoli      | Összefoglaló |
| 5       | Mexikóváros       | No. 2 Porsche LMP Team                             | No. 31 Vaillante Rebellion                    | No. 95 Aston Martin Racing               | No. 77 Dempsey-Proton Racing                     | Összefoglaló |
| 5       | Mexikóváros       | Timo Bernhard Brendon Hartley Earl Bamber          | Julien Canal Nicolas Prost Bruno Senna        | Marco Sørensen Nicki Thiim               | Christian Ried Marvin Dienst Matteo Cairoli      | Összefoglaló |
| 6       | Austin            | No. 2 Porsche LMP Team                             | No. 36 Signatech Alpine Matmut                | No. 51 AF Corse                          | No. 98 Aston Martin Racing                       | Összefoglaló |
| 6       | Austin            | Timo Bernhard Brendon Hartley Earl Bamber          | Nicolas Lapierre Gustavo Menezes André Negrão | James Calado Alessandro Pier Guidi       | Paul Dalla Lana Pedro Lamy Mathias Lauda         | Összefoglaló |
| 7       | Fuji              | No. 8 Toyota Gazoo Racing                          | No. 31 Vaillante Rebellion                    | No. 51 AF Corse                          | No. 54 Spirit of Race                            | Összefoglaló |
| 7       | Fuji              | Sébastien Buemi Anthony Davidson Nakadzsima Kazuki | Julien Canal Nicolas Prost Bruno Senna        | James Calado Alessandro Pier Guidi       | Thomas Flohr Francesco Castellacci Miguel Molina | Összefoglaló |
| 8       | Shanghai          | No. 8 Toyota Gazoo Racing                          | No. 31 Vaillante Rebellion                    | No. 67 Ford Chip Ganassi Team UK         | No. 98 Aston Martin Racing                       | Összefoglaló |
| 8       | Shanghai          | Sébastien Buemi Anthony Davidson Nakadzsima Kazuki | Julien Canal Nicolas Prost Bruno Senna        | Andy Priaulx Harry Tincknell             | Paul Dalla Lana Pedro Lamy Mathias Lauda         | Összefoglaló |
| 9       | Bahrain           | No. 8 Toyota Gazoo Racing                          | No. 31 Vaillante Rebellion                    | No. 71 AF Corse                          | No. 98 Aston Martin Racing                       | Összefoglaló |
| 9       | Bahrain           | Sébastien Buemi Anthony Davidson Nakadzsima Kazuki | Julien Canal Nicolas Prost Bruno Senna        | Sam Bird Davide Rigon                    | Paul Dalla Lana Pedro Lamy Mathias Lauda         | Összefoglaló |

| Pontrendszer | Pontrendszer | Pontrendszer | Pontrendszer | Pontrendszer | Pontrendszer | Pontrendszer | Pontrendszer | Pontrendszer | Pontrendszer | Pontrendszer | Pontrendszer    |
| ------------ | ------------ | ------------ | ------------ | ------------ | ------------ | ------------ | ------------ | ------------ | ------------ | ------------ | --------------- |
| Pozíció      | 1.           | 2.           | 3.           | 4.           | 5.           | 6.           | 7.           | 8.           | 9.           | 10.          | További pozíció |
| Pont         | 25           | 18           | 15           | 12           | 10           | 8            | 6            | 4            | 2            | 1            | 0.5             |

## Eredmények

### Egyéni bajnokság

#### LMP Versenyzők
| Helyezés | Versenyző                | Csapat                  | SIL | SPA | LMS | NÜR | MEX | COA | FUJ | SHA | BHR | Pont  |
| -------- | ------------------------ | ----------------------- | --- | --- | --- | --- | --- | --- | --- | --- | --- | ----- |
| 1        | Timo Bernhard            | Porsche LMP Team        | 2   | 3   | 1   | 1   | 1   | 1   | 4   | 2   | 2   | 208   |
| 1        | Earl Bamber              | Porsche LMP Team        | 2   | 3   | 1   | 1   | 1   | 1   | 4   | 2   | 2   | 208   |
| 1        | Brendon Hartley          | Porsche LMP Team        | 2   | 3   | 1   | 1   | 1   | 1   | 4   | 2   | 2   | 208   |
| 2        | Sébastien Buemi          | Toyota Gazoo Racing     | 1   | 1   | 6   | 4   | 3   | 3   | 1   | 1   | 1   | 183   |
| 2        | Nakadzsima Kazuki        | Toyota Gazoo Racing     | 1   | 1   | 6   | 4   | 3   | 3   | 1   | 1   | 1   | 183   |
| 3        | Anthony Davidson         | Toyota Gazoo Racing     | 1   | 1   | 6   | 4   | 3   |     | 1   | 1   | 1   | 168   |
| 4        | Neel Jani                | Porsche LMP Team        | 3   | 4   | Ki  | 2   | 2   | 2   | 3   | 3   | 3   | 129   |
| 4        | Nick Tandy               | Porsche LMP Team        | 3   | 4   | Ki  | 2   | 2   | 2   | 3   | 3   | 3   | 129   |
| 4        | André Lotterer           | Porsche LMP Team        | 3   | 4   | Ki  | 2   | 2   | 2   | 3   | 3   | 3   | 129   |
| 5        | Mike Conway              | Toyota Gazoo Racing     | 13  | 2   | Ki  | 3   | 4   | 4   | 2   | 4   | 4   | 103.5 |
| 5        | Kobajasi Kamui           | Toyota Gazoo Racing     | 13  | 2   | Ki  | 3   | 4   | 4   | 2   | 4   | 4   | 103.5 |
| 6        | José María López         | Toyota Gazoo Racing     | 13  |     | Ki  | 3   | 4   | 4   | 2   | 4   | 4   | 84.5  |
| 7        | Ho-Pin Tung              | Jackie Chan DC Racing   | 4   | 9   | 2   | 5   | 13  | 8   | 7   | 8   | 6   | 82.5  |
| 7        | Oliver Jarvis            | Jackie Chan DC Racing   | 4   | 9   | 2   | 5   | 13  | 8   | 7   | 8   | 6   | 82.5  |
| 7        | Thomas Laurent           | Jackie Chan DC Racing   | 4   | 9   | 2   | 5   | 13  | 8   | 7   | 8   | 6   | 82.5  |
| 8        | Bruno Senna              | Vaillante Rebellion     | 5   | 8   | 8   | 6   | 5   | 7   | 5   | 5   | 5   | 76    |
| 8        | Julien Canal             | Vaillante Rebellion     | 5   | 8   | 8   | 6   | 5   | 7   | 5   | 5   | 5   | 76    |
| 9        | Nicolas Prost            | Vaillante Rebellion     | 5   | 8   | 8   |     | 5   | 7   | 5   | 5   | 5   | 68    |
| 10       | André Negrão             | Signatech Alpine Matmut |     | 12  | 4   | Ki  | 6   | 5   | 6   | 6   | 8   | 62.5  |
| 11       | Gustavo Menezes          | Signatech Alpine Matmut | 7   | 11  | 7   | 7   | 6   | 5   | 6   | 6   | 8   | 62.5  |
| 12       | Nicolas Lapierre         | Signatech Alpine Matmut | 7   |     |     | 7   | 6   | 5   | 6   | 6   | 8   | 60    |
| 12       | Nicolas Lapierre         | Toyota Gazoo Racing     |     | 5   | Ki  |     |     |     |     |     |     | 60    |
| 13       | David Cheng              | Jackie Chan DC Racing   | 11  | 16  | 3   | 9   | 10  | 9   | Ki  | 12  | 12  | 37    |
| 13       | Alex Brundle             | Jackie Chan DC Racing   | 11  | 16  | 3   | 9   | 10  | 9   | Ki  | 12  | 12  | 37    |
| 13       | Tristan Gommendy         | Jackie Chan DC Racing   | 11  | 16  | 3   | 9   | 10  | 9   | Ki  | 12  | 12  | 37    |
| 14       | Matt Rao                 | Signatech Alpine Matmut | 7   | 11  | 7   | 7   |     |     |     |     |     | 35    |
| 14       | Matt Rao                 | CEFC Manor TRS Racing   |     |     |     |     | 7   | 10  | 9   | 13  | 10  | 35    |
| 15       | Jean-Éric Vergne         | CEFC Manor TRS Racing   | 9   | 13  | 5   |     | 7   | 10  | 9   | 13  | 10  | 32.5  |
| 16       | David Heinemeier Hansson | Vaillante Rebellion     | 13  | 10  | DSQ | 8   | 9   | 6   | DSQ | 7   | 7   | 27.5  |
| 16       | Mathias Beche            | Vaillante Rebellion     | 13  | 10  | DSQ | 8   | 9   | 6   | DSQ | 7   | 7   | 27.5  |
| 17       | Stéphane Sarrazin        | Toyota Gazoo Racing     |     | 5   | Ki  |     |     | 3   |     |     |     | 26    |
| 18       | Pierre Ragues            | Signatech Alpine Matmut |     | 12  | 4   | Ki  |     |     |     |     |     | 24.5  |
| 18       | Nelson Panciatici        | Signatech Alpine Matmut |     | 12  | 4   | Ki  |     |     |     |     |     | 24.5  |
| 19       | Nelson Piquet Jr.        | Vaillante Rebellion     | 13  | 10  | DSQ |     | 9   | 6   | DSQ | 7   | 7   | 23.5  |
| 20       | Jonathan Hirschi         | CEFC Manor TRS Racing   | 9   | 13  | 5   | 13  |     |     |     |     |     | 23    |
| 20       | Tor Graves               | CEFC Manor TRS Racing   | 9   | 13  | 5   | 13  |     |     |     |     |     | 23    |
| Helyezés | Versenyző                | Csapat                  | SIL | SPA | LMS | NÜR | MEX | COA | FUJ | SHA | BHR | Pont  |

#### GT Versenyzők
| Helyezés | Versenyző             | Csapat                      | SIL | SPA | LMS | NÜR | MEX | COA | FUJ | SHA | BHR | Pont  |
| -------- | --------------------- | --------------------------- | --- | --- | --- | --- | --- | --- | --- | --- | --- | ----- |
| 1        | James Calado          | AF Corse                    | 2   | 2   | 14  | 1   | 6   | 1   | 1   | 3   | 2   | 153   |
| 1        | Alessandro Pier Guidi | AF Corse                    | 2   | 2   | 14  | 1   | 6   | 1   | 1   | 3   | 2   | 153   |
| 2        | Richard Lietz         | Porsche GT Team             | 3   | 5   | 3   | 2   | 3   | 6   | 2   | 2   | 4   | 145   |
| 2        | Frédéric Makowiecki   | Porsche GT Team             | 3   | 5   | 3   | 2   | 3   | 6   | 2   | 2   | 4   | 145   |
| 3        | Andy Priaulx          | Ford Chip Ganassi Racing UK | 1   | 4   | 2   | 5   | 4   | 7   | 13  | 1   | 3   | 142.5 |
| 3        | Harry Tincknell       | Ford Chip Ganassi Racing UK | 1   | 4   | 2   | 5   | 4   | 7   | 13  | 1   | 3   | 142.5 |
| 4        | Davide Rigon          | AF Corse                    | 5   | 1   | 4   | 11  | 2   | 3   | 5   | 6   | 1   | 139.5 |
| 5        | Sam Bird              | AF Corse                    | 5   | 1   | 4   |     | 2   | 3   | 5   | 6   | 1   | 139   |
| 6        | Nicki Thiim           | Aston Martin Racing         | 6   | 8   | 5   | 4   | 1   | 4   | 7   | 5   | 7   | 104   |
| 6        | Marco Sørensen        | Aston Martin Racing         | 6   | 8   | 5   | 4   | 1   | 4   | 7   | 5   | 7   | 104   |
| 7        | Darren Turner         | Aston Martin Racing         | 7   | 7   | 1   | 7   | Ki  | 5   | 6   | 8   | 6   | 101   |
| 7        | Jonathan Adam         | Aston Martin Racing         | 7   | 7   | 1   | 7   | Ki  | 5   | 6   | 8   | 6   | 101   |
| 8        | Stefan Mücke          | Ford Chip Ganassi Racing UK | 4   | 3   | 6   | 6   | 7   | 8   | 4   | 4   | 5   | 95    |
| 8        | Olivier Pla           | Ford Chip Ganassi Racing UK | 4   | 3   | 6   | 6   | 7   | 8   | 4   | 4   | 5   | 95    |
| 9        | Daniel Serra          | Aston Martin Racing         | 7   | 7   | 1   | 7   | Ki  | 5   |     |     |     | 79    |
| 10       | Pipo Derani           | Ford Chip Ganassi Racing UK | 1   | 4   | 2   |     |     |     |     |     |     | 74    |
| 11       | Michael Christensen   | Porsche GT Team             | Ki  | 6   | Ki  | 3   | 5   | 2   | 3   | Ki  | Ki  | 67    |
| 11       | Kévin Estre           | Porsche GT Team             | Ki  | 6   | Ki  | 3   | 5   | 2   | 3   | Ki  | Ki  | 67    |
| 12       | Billy Johnson         | Ford Chip Ganassi Racing UK | 4   | 3   | 6   |     |     |     |     |     |     | 43    |
| 13       | Miguel Molina         | Spirit of Race              | Ki  | 12  |     | 9   | 11  | 11  | 8   | Ki  | 10  | 32.5  |
| 13       | Miguel Molina         | AF Corse                    |     |     | 4   |     |     |     |     |     |     | 32.5  |
| 14       | Richie Stanaway       | Aston Martin Racing         | 6   | 8   | 5   |     |     |     |     |     |     | 32    |
| 15       | Patrick Pilet         | Porsche GT Team             |     |     | 3   |     |     |     |     |     |     | 30    |
| 16       | Paul Dalla Lana       | Aston Martin Racing         | 9   | 9   | 10  | 10  | 9   | 9   | 12  | 8   | 9   | 19.5  |
| 16       | Pedro Lamy            | Aston Martin Racing         | 9   | 9   | 10  | 10  | 9   | 9   | 12  | 8   | 9   | 19.5  |
| 16       | Mathias Lauda         | Aston Martin Racing         | 9   | 9   | 10  | 10  | 9   | 9   | 12  | 8   | 9   | 19.5  |
| 17       | Weng Sun Mok          | Clearwater Racing           | 8   | 11  | 8   | 12  | 12  | 10  | 9   | 11  | 9   | 19    |
| 17       | Szava Keita           | Clearwater Racing           | 8   | 11  | 8   | 12  | 12  | 10  | 9   | 11  | 9   | 19    |
| 17       | Matt Griffin          | Clearwater Racing           | 8   | 11  | 8   | 12  | 12  | 10  | 9   | 11  | 9   | 19    |
| 18       | Christian Ried        | Dempsey-Proton Racing       | 10  | 10  | 9   | 8   | 8   | 12  | 10  | 10  | 11  | 17    |
| 18       | Marvin Dienst         | Dempsey-Proton Racing       | 10  | 10  | 9   | 8   | 8   | 12  | 10  | 10  | 11  | 17    |
| 18       | Matteo Cairoli        | Dempsey-Proton Racing       | 10  | 10  | 9   | 8   | 8   | 12  | 10  | 10  | 11  | 17    |
| Helyezés | Versenyző             | Csapat                      | SIL | SPA | LMS | NÜR | MEX | COA | FUJ | SHA | BHR | Pont  |

#### LMP2 Trophy
| Helyezés | Versenyző                | Csapat                  | SIL | SPA | LMS | NÜR | MEX | COA | FUJ | SHA | BHR | Pont |
| -------- | ------------------------ | ----------------------- | --- | --- | --- | --- | --- | --- | --- | --- | --- | ---- |
| 1        | Julien Canal             | Vaillante Rebellion     | 2   | 2   | 6   | 2   | 1   | 3   | 1   | 1   | 1   | 186  |
| 1        | Bruno Senna              | Vaillante Rebellion     | 2   | 2   | 6   | 2   | 1   | 3   | 1   | 1   | 1   | 186  |
| 2        | Ho-Pin Tung              | Jackie Chan DC Racing   | 1   | 3   | 1   | 1   | 9   | 4   | 3   | 4   | 2   | 175  |
| 2        | Oliver Jarvis            | Jackie Chan DC Racing   | 1   | 3   | 1   | 1   | 9   | 4   | 3   | 4   | 2   | 175  |
| 2        | Thomas Laurent           | Jackie Chan DC Racing   | 1   | 3   | 1   | 1   | 9   | 4   | 3   | 4   | 2   | 175  |
| 3        | Nicolas Prost            | Vaillante Rebellion     | 2   | 2   | 6   |     | 1   | 3   | 1   | 1   | 1   | 168  |
| 4        | Gustavo Menezes          | Signatech Alpine Matmut | 4   | 5   | 5   | 3   | 2   | 1   | 2   | 2   | 4   | 151  |
| 5        | André Negrão             | Signatech Alpine Matmut |     | 6   | 3   | Ki  | 2   | 1   | 2   | 2   | 4   | 132  |
| 6        | Nicolas Lapierre         | Signatech Alpine Matmut | 4   |     |     | 3   | 2   | 1   | 2   | 2   | 4   | 121  |
| 7        | Matt Rao                 | Signatech Alpine Matmut | 4   | 5   | 5   | 3   |     |     |     |     |     | 100  |
| 7        | Matt Rao                 | CEFC Manor TRS Racing   |     |     |     |     | 3   | 6   | 5   | 9   | 6   | 100  |
| 8        | Mathias Beche            | Vaillante Rebellion     | 9   | 4   | DSQ | 4   | 5   | 2   | DSQ | 3   | 3   | 85   |
| 8        | David Heinemeier Hansson | Vaillante Rebellion     | 9   | 4   | DSQ | 4   | 5   | 2   | DSQ | 3   | 3   | 85   |
| 9        | Roman Rusinov            | G-Drive Racing          | 5   | 1   | Ki  | 6   | 4   | 8   | 6   | 7   | 7   | 82   |
| 10       | Jean-Éric Vergne         | CEFC Manor TRS Racing   | 6   | 7   | 4   |     | 3   | 6   | 5   | 9   | 6   | 81   |
| 11       | David Cheng              | Jackie Chan DC Racing   | 8   | 10  | 2   | 5   | 6   | 5   | Ki  | 8   | 8   | 77   |
| 11       | Alex Brundle             | Jackie Chan DC Racing   | 8   | 10  | 2   | 5   | 6   | 5   | Ki  | 8   | 8   | 77   |
| 11       | Tristan Gommendy         | Jackie Chan DC Racing   | 8   | 10  | 2   | 5   | 6   | 5   | Ki  | 8   | 8   | 77   |
| 12       | Nelson Piquet Jr.        | Vaillante Rebellion     | 9   | 4   | DSQ |     | 5   | 2   | DSQ | 3   | 3   | 73   |
| 13       | Pierre Thiriet           | G-Drive Racing          | 5   | 1   | Ki  | 6   | 4   | 8   | 6   |     |     | 70   |
| 14       | François Perrodo         | TDS Racing              | 3   | 9   | Ki  | 8   | 7   | 7   | 4   | 6   | 9   | 55   |
| 14       | Emmanuel Collard         | TDS Racing              | 3   | 9   | Ki  | 8   | 7   | 7   | 4   | 6   | 9   | 55   |
| 15       | Alex Lynn                | G-Drive Racing          | 5   | 1   | Ki  |     | 4   | 8   |     |     |     | 54   |
| 16       | Matthieu Vaxiviere       | TDS Racing              | 3   |     | Ki  | 8   | 7   | 7   | 4   | 6   | 9   | 53   |
| 17       | Ben Hanley               | TDS Racing              |     | 9   |     |     |     |     |     |     |     | 53   |
| 17       | Ben Hanley               | G-Drive Racing          |     |     |     | 6   |     |     |     |     |     | 53   |
| 17       | Ben Hanley               | CEFC Manor TRS Racing   |     |     |     |     | 3   | 6   | 5   | 9   | 6   | 53   |
| 18       | Roberto González         | CEFC Manor TRS Racing   | 7   | 8   | Ki  | 7   | 8   | Ki  | 7   | 5   | 5   | 46   |
| 18       | Simon Trummer            | CEFC Manor TRS Racing   | 7   | 8   | Ki  | 7   | 8   | Ki  | 7   | 5   | 5   | 46   |
| 18       | Vitalij Petrov           | CEFC Manor TRS Racing   | 7   | 8   | Ki  | 7   | 8   | Ki  | 7   | 5   | 5   | 46   |
| 19       | Tor Graves               | CEFC Manor TRS Racing   | 6   | 7   | 4   | 9   |     |     |     |     |     | 40   |
| 19       | Jonathan Hirschi         | CEFC Manor TRS Racing   | 6   | 7   | 4   | 9   |     |     |     |     |     | 40   |
| 20       | Nelson Panciatici        | Signatech Alpine Matmut |     | 6   | 3   | Ki  |     |     |     |     |     | 38   |
| 20       | Pierre Ragues            | Signatech Alpine Matmut |     | 6   | 3   | Ki  |     |     |     |     |     | 38   |
| Helyezés | Versenyző                | Csapat                  | SIL | SPA | LMS | NÜR | MEX | COA | FUJ | SHA | BHR | Pont |

#### LMGTE Am Trophy
| Helyezés | Versenyző             | Csapat                | SIL | SPA | LMS | NÜR | MEX | COA | FUJ | SHA | BHR | Pont |
| -------- | --------------------- | --------------------- | --- | --- | --- | --- | --- | --- | --- | --- | --- | ---- |
| 1        | Paul Dalla Lana       | Aston Martin Racing   | 2   | 1   | 4   | 3   | 2   | 1   | 5   | 1   | 1   | 192  |
| 1        | Pedro Lamy            | Aston Martin Racing   | 2   | 1   | 4   | 3   | 2   | 1   | 5   | 1   | 1   | 192  |
| 1        | Mathias Lauda         | Aston Martin Racing   | 2   | 1   | 4   | 3   | 2   | 1   | 5   | 1   | 1   | 192  |
| 2        | Christian Ried        | Dempsey-Proton Racing | 3   | 2   | 3   | 1   | 1   | 4   | 3   | 3   | 4   | 168  |
| 2        | Marvin Dienst         | Dempsey-Proton Racing | 3   | 2   | 3   | 1   | 1   | 4   | 3   | 3   | 4   | 168  |
| 2        | Matteo Cairoli        | Dempsey-Proton Racing | 3   | 2   | 3   | 1   | 1   | 4   | 3   | 3   | 4   | 168  |
| 3        | Weng Sun Mok          | Clearwater Racing     | 1   | 3   | 2   | 4   | 5   | 2   | 2   | 4   | 2   | 165  |
| 3        | Szava Keita           | Clearwater Racing     | 1   | 3   | 2   | 4   | 5   | 2   | 2   | 4   | 2   | 165  |
| 3        | Matt Griffin          | Clearwater Racing     | 1   | 3   | 2   | 4   | 5   | 2   | 2   | 4   | 2   | 165  |
| 4        | Thomas Flohr          | Spirit of Race        | Ki  | 4   | 7   | 2   | 4   | 3   | 1   | Ki  | 3   | 109  |
| 4        | Francesco Castellacci | Spirit of Race        | Ki  | 4   | 7   | 2   | 4   | 3   | 1   | Ki  | 3   | 109  |
| 5        | Miguel Molina         | Spirit of Race        | Ki  | 4   |     | 2   | 4   | 3   | 1   | Ki  | 3   | 97   |
| 6        | Ben Barker            | Gulf Racing           | 4   | Ki  | 5   | 5   | 3   | Ki  | 4   | 2   | 5   | 97   |
| 6        | Nick Foster           | Gulf Racing           | 4   | Ki  | 5   | 5   | 3   | Ki  | 4   | 2   | 5   | 97   |
| 7        | Michael Wainwright    | Gulf Racing           | 4   | Ki  | 5   | 5   | 3   | Ki  |     |     | 5   | 67   |
| 8        | Duncan Cameron        | Spirit of Race        |     |     | 1   |     |     |     |     |     |     | 50   |
| 8        | Aaron Scott           | Spirit of Race        |     |     | 1   |     |     |     |     |     |     | 50   |
| 8        | Marco Cioci           | Spirit of Race        |     |     | 1   |     |     |     |     |     |     | 50   |
| 9        | Khalid Al-Qubaisi     | Gulf Racing           |     |     |     |     |     |     |     | 2   |     | 18   |
| 10       | Richard Wee           | Clearwater Racing     |     |     | 6   |     |     |     |     |     |     | 16   |
| 10       | Kató Hiroki           | Clearwater Racing     |     |     | 6   |     |     |     |     |     |     | 16   |
| 10       | Álvaro Parente        | Clearwater Racing     |     |     | 6   |     |     |     |     |     |     | 16   |
| 11       | Mike Hedlund          | Gulf Racing           |     |     |     |     |     |     | 4   |     |     | 12   |
| 12       | Olivier Beretta       | Spirit of Race        |     |     | 7   |     |     |     |     |     |     | 12   |
| Helyezés | Versenyző             | Csapat                | SIL | SPA | LMS | NÜR | MEX | COA | FUJ | SHA | BHR | Pont |

### Gyártók bajnoksága

#### Gyártók világbajnoksága (LMP1)
| Helyezés | Csapat  | SIL | SPA | LMS | NÜR | MEX | COA | FUJ | SHA | BHR | Pont  |
| -------- | ------- | --- | --- | --- | --- | --- | --- | --- | --- | --- | ----- |
| 1        | Porsche | 2   | 3   | 1   | 1   | 1   | 1   | 3   | 2   | 2   | 337   |
| 1        | Porsche | 3   | 4   | Ki  | 2   | 2   | 2   | 4   | 3   | 3   | 337   |
| 2        | Toyota  | 1   | 1   | 6   | 4   | 3   | 3   | 1   | 1   | 1   | 286.5 |
| 2        | Toyota  | 23  | 2   | Ki  | 3   | 4   | 4   | 2   | 4   | 4   | 286.5 |
| Helyezés | Csapat  | SIL | SPA | LMS | NÜR | MEX | COA | FUJ | SHA | BHR | Pont  |

#### Gyártók világbajnoksága (LMGTE PRO, LMGTE AM)
| Helyezés | Csapat       | SIL | SPA | LMS | NÜR | MEX | COA | FUJ | SHA | BHR | Pont  |
| -------- | ------------ | --- | --- | --- | --- | --- | --- | --- | --- | --- | ----- |
| 1        | Ferrari      | 2   | 1   | 4   | 1   | 2   | 1   | 1   | 3   | 1   | 305   |
| 1        | Ferrari      | 5   | 2   | 7   | 9   | 6   | 3   | 5   | 6   | 2   | 305   |
| 2        | Ford         | 1   | 3   | 2   | 5   | 4   | 7   | 4   | 1   | 3   | 237.5 |
| 2        | Ford         | 4   | 4   | 6   | 6   | 7   | 8   | 13  | 4   | 5   | 237.5 |
| 3        | Porsche      | 3   | 5   | 3   | 2   | 3   | 2   | 2   | 2   | 4   | 223.5 |
| 3        | Porsche      | 10  | 6   | 8   | 3   | 5   | 6   | 3   | 9   | 11  | 223.5 |
| 4        | Aston Martin | 6   | 7   | 1   | 4   | 1   | 4   | 6   | 5   | 6   | 207   |
| 4        | Aston Martin | 7   | 8   | 5   | 7   | 9   | 5   | 7   | 7   | 7   | 207   |
| Helyezés | Csapat       | SIL | SPA | LMS | NÜR | MEX | COA | FUJ | SHA | BHR | Pont  |

### Csapatok bajnoksága

#### LMP2 Trophy
| Helyezés | #  | Csapat                  | SIL | SPA | LMS | NÜR | MEX | COA | FUJ | SHA | BHR | Pont |
| -------- | -- | ----------------------- | --- | --- | --- | --- | --- | --- | --- | --- | --- | ---- |
| 1        | 31 | Vaillante Rebellion     | 2   | 2   | 6   | 2   | 1   | 3   | 1   | 1   | 1   | 186  |
| 2        | 38 | Jackie Chan DC Racing   | 1   | 3   | 1   | 1   | 9   | 4   | 3   | 4   | 2   | 175  |
| 3        | 36 | Signatech Alpine Matmut | 4   | 5   | 5   | 3   | 2   | 1   | 2   | 2   | 4   | 151  |
| 4        | 13 | Vaillante Rebellion     | 9   | 4   | DSQ | 4   | 5   | 2   | DSQ | 3   | 3   | 85   |
| 5        | 24 | CEFC Manor TRS Racing   | 6   | 7   | 4   | 9   | 3   | 6   | 5   | 9   | 6   | 83   |
| 6        | 26 | G-Drive Racing          | 5   | 1   | Ki  | 6   | 4   | 8   | 6   | 7   | 7   | 82   |
| 7        | 37 | Jackie Chan DC Racing   | 8   | 10  | 2   | 5   | 6   | 5   | Ki  | 8   | 8   | 77   |
| 8        | 28 | TDS Racing              | 3   | 9   | Ki  | 8   | 7   | 7   | 4   | 6   | 9   | 55   |
| 9        | 25 | CEFC Manor TRS Racing   | 7   | 8   | Ki  | 7   | 8   | Ki  | 7   | 5   | 5   | 46   |
| 10       | 35 | Signatech Alpine Matmut |     | 6   | 3   | Ki  |     |     |     |     |     | 38   |
| Helyezés | #  | Csapat                  | SIL | SPA | LMS | NÜR | MEX | COA | FUJ | SHA | BHR | Pont |

#### LMGTE Pro Trophy
| Helyezés | #  | Csapat                      | SIL | SPA | LMS | NÜR | MEX | COA | FUJ | SHA | BHR | Pont |
| -------- | -- | --------------------------- | --- | --- | --- | --- | --- | --- | --- | --- | --- | ---- |
| 1        | 51 | AF Corse                    | 2   | 2   | 7   | 1   | 6   | 1   | 1   | 3   | 2   | 164  |
| 2        | 67 | Ford Chip Ganassi Racing UK | 1   | 4   | 2   | 5   | 4   | 7   | 8   | 1   | 3   | 146  |
| 3        | 91 | Porsche GT Team             | 3   | 5   | 3   | 2   | 3   | 6   | 2   | 2   | 4   | 145  |
| 4        | 71 | AF Corse                    | 5   | 1   | 4   | 8   | 2   | 3   | 5   | 6   | 1   | 143  |
| 5        | 95 | Aston Martin Racing         | 6   | 8   | 5   | 4   | 1   | 4   | 7   | 5   | 7   | 104  |
| 6        | 97 | Aston Martin Racing         | 7   | 7   | 1   | 7   | Ki  | 5   | 6   | 7   | 6   | 101  |
| 7        | 66 | Ford Chip Ganassi Racing UK | 4   | 3   | 6   | 6   | 7   | 8   | 4   | 4   | 5   | 95   |
| 8        | 92 | Porsche GT Team             | Ki  | 6   | Ki  | 3   | 5   | 2   | 3   | Ki  | Ki  | 67   |
| Helyezés | #  | Csapat                      | SIL | SPA | LMS | NÜR | MEX | COA | FUJ | SHA | BHR | Pont |

#### LMGTE Am Trophy
| Helyezés | #  | Csapat                | SIL | SPA | LMS | NÜR | MEX | COA | FUJ | SHA | BHR | Pont |
| -------- | -- | --------------------- | --- | --- | --- | --- | --- | --- | --- | --- | --- | ---- |
| 1        | 98 | Aston Martin Racing   | 2   | 1   | 3   | 3   | 2   | 1   | 5   | 1   | 1   | 198  |
| 2        | 61 | Clearwater Racing     | 1   | 3   | 1   | 4   | 5   | 2   | 2   | 4   | 2   | 179  |
| 3        | 77 | Dempsey-Proton Racing | 3   | 2   | 2   | 1   | 1   | 4   | 3   | 3   | 4   | 174  |
| 4        | 54 | Spirit of Race        | Ki  | 4   | 5   | 2   | 4   | 3   | 1   | Ki  | 3   | 117  |
| 5        | 86 | Gulf Racing           | 4   | Ki  | 4   | 5   | 3   | Ki  | 4   | 2   | 5   | 101  |
| Helyezés | #  | Csapat                | SIL | SPA | LMS | NÜR | MEX | COA | FUJ | SHA | BHR | Pont |